# Wout Poels
Wouter Poels (Venray, Limburgo, 1 de octubre de 1987) es un ciclista profesional neerlandés que corre para el equipo kazajo XDS Astana Team.

## Trayectoria
Es profesional desde 2006, cuando debutó con el modesto equipo del Fondas-P3Transfer Team. En 2009 fichó por el equipo Vacansoleil y tras la desaparición de este en 2013, fue contratado por el equipo UCI ProTeam Omega Pharma-Quick Step en 2014.
Entre sus logros más destacados es la victoria en la Vuelta a León en 2008. En 2010 gana la etapa reina del Tour de l'Ain de 2010 por delante de los franceses David Moncoutié y Thibaut Pinot, terminando segundo en la clasificación final empatado a tiempo con el vencedor final Haimar Zubeldia.

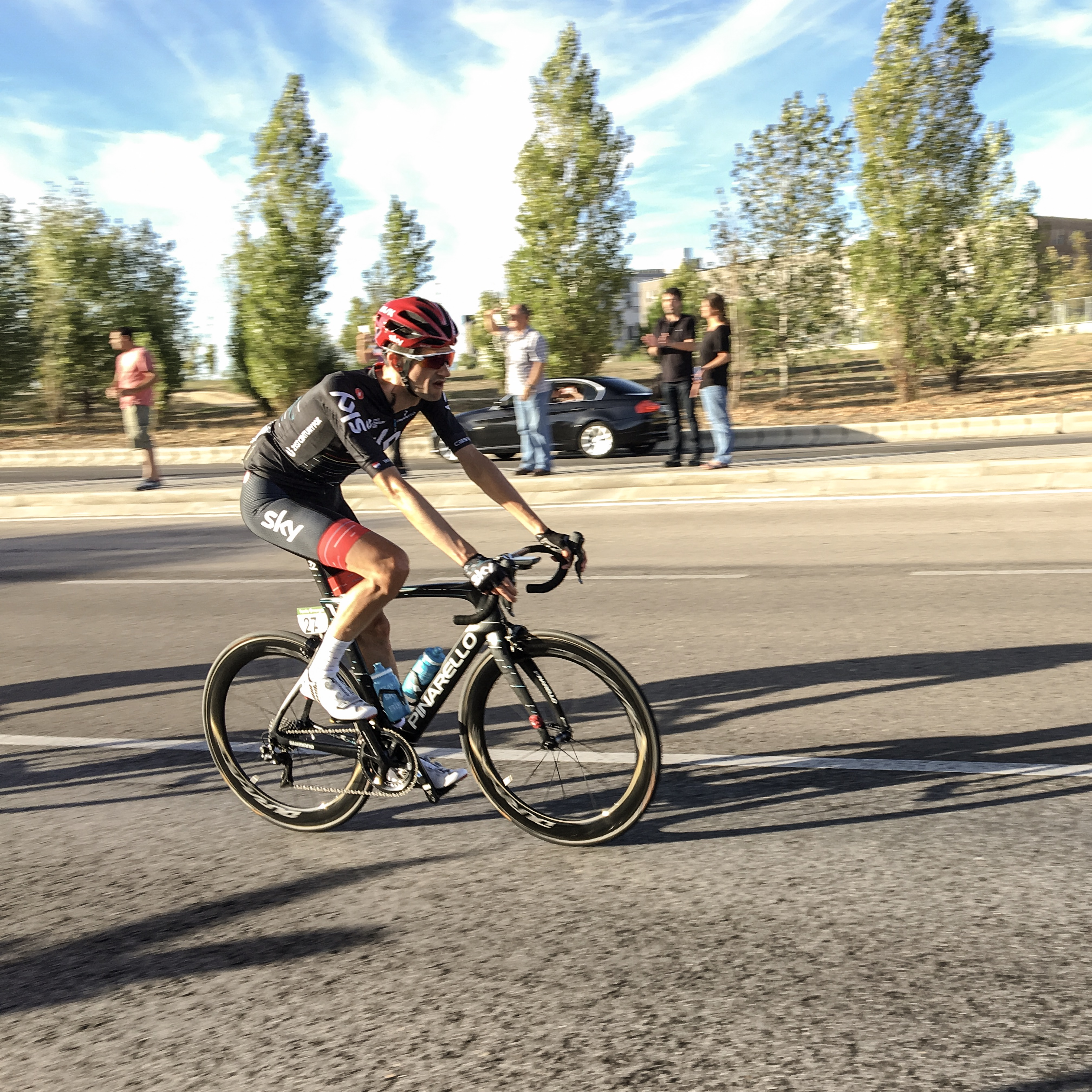
Wout Poels en la última etapa de la vuelta España 2017.

En el año 2016 ganó su primer monumento, la Lieja-Bastoña-Lieja, por delante de Michael Albasini y Rui Costa, segundo y tercero respectivamente.
Ha conseguido buenos puestos en las grandes vueltas como un sexto puesto en la Vuelta a España 2017, otro sexto puesto en la Vuelta a España 2020, un duodécimo en el Giro de Italia 2018 y un decimosexto en el Tour de Francia 2021.
En 2020 salió de la estructura del Sky/INEOS para fichar por el equipo Bahrain. Su objetivo fue centrarse en las clasificaciones generales de las grandes vueltas, especialmente su objetivo fue la Vuelta a España. En el camino a su objetivo central, participó en las clásicas de las Ardenas sin resultados reseñables. Durante el Tour de Francia, su rol fue el de gregario para sus líderes, el español Mikel Landa y el italiano Damiano Caruso, que terminaron en 4.ª y 10.ª posición en la clasificación final en París respectivamente. Su actuación en la Vuelta a España fue muy buena, consiguiendo un 6.º puesto en la clasificación general. También estuvo cerca del triunfo parcial en 3 etapas, 4.ª, 6.ª y 8.ª posición.
En 2021 su planificación fue prácticamente igual que al año pasado pero con resultados menos brillantes, aunque cabe mencionar que su rol durante todo el año fue el de gregario para su equipo. En la Vuelta a España su compañero Jack Haig consiguió subirse al pódium final al hacerse con la 3.ª posición.
En 2023 logra hacer una buena temporada, consiguiendo triunfos tanto en el Tour de Francia como en la Vuelta a España, además de realizar buenas funciones como gregario para sus compañeros de equipo en otras competencias.

## Palmarés
| 2008 - Vuelta a León 2010 - 1 etapa del Tour de l'Ain - 1 etapa de la Vuelta a Gran Bretaña 2011 - 1 etapa del Tour de l'Ain 2012 - 1 etapa del Tour de Luxemburgo 2013 - 1 etapa del Tour de l'Ain 2014 - 1 etapa de la Vuelta al País Vasco 2015 - 1 etapa de la Tirreno-Adriático - 1 etapa de la Vuelta a Gran Bretaña 2016 - Vuelta a la Comunidad Valenciana, más 2 etapas - 1 etapa de la Volta a Cataluña - Lieja-Bastoña-Lieja - 1 etapa de la Vuelta a Gran Bretaña | 2017 - 1 etapa del Tour de Polonia 2018 - 1 etapa de la Vuelta a Andalucía - 1 etapa de la París-Niza - 1 etapa de la Vuelta a Gran Bretaña 2019 - 1 etapa del Critérium del Dauphiné 2022 - Vuelta a Andalucía, más 1 etapa 2023 - 1 etapa del Tour de Francia - 1 etapa de la Vuelta a España 2024 - 1 etapa del Tour de Hungría 2025 - Tour de Turquía, más 1 etapa |

## Resultados en Grandes Vueltas y Campeonatos del Mundo
| Carrera         | Carrera         | 2006 | 2007 | 2008 | 2009 | 2010 | 2011 | 2012 | 2013 | 2014 | 2015 | 2016 | 2017 | 2018 | 2019 | 2020  | 2021 | 2022 | 2023 | 2024 | 2025 |
| --------------- | --------------- | ---- | ---- | ---- | ---- | ---- | ---- | ---- | ---- | ---- | ---- | ---- | ---- | ---- | ---- | ----- | ---- | ---- | ---- | ---- | ---- |
|                 | Giro de Italia  | —    | —    | —    | —    | —    | —    | —    | —    | 21.º | —    | —    | —    | 12.º | —    | —     | —    | 34.º | —    | —    | 50.º |
|                 | Tour de Francia | —    | —    | —    | —    | —    | Ab.  | Ab.  | 28.º | —    | 44.º | 28.º | —    | 58.º | 26.º | 110.º | 16.º | —    | 27.º | 43.º | —    |
|                 | Vuelta a España | —    | —    | —    | —    | —    | 17.º | —    | Ab.  | 38.º | —    | —    | 6.º  | —    | 34.º | 6.º   | 23.º | Ab.  | 15.º | —    | —    |
| Mundial en Ruta | Mundial en Ruta | —    | —    | —    | —    | 42.º | 88.º | Ab.  | —    | 57.º | —    | —    | Ab.  | Ab.  | —    | —     | —    | 81.º | —    | —    | —    |

—: no participa

Ab.: abandono

## Equipos
- P3Transfer Team (2006-2008)
  - Fondas-P3Transfer Team (2006)
  - P3Transfer-Fondas Team (2007)
  - P3Transfer-Batavus (2008)
- Vacansoleil (2009-2013)
  - Vacansoleil Pro Cycling Team (2010)
  - Vacansoleil-DCM Pro Cycling Team (2011-2013)
- Omega Pharma-Quick Step Cycling Team (2014)
- Sky/INEOS (2015-2019)
  - Team Sky (2015-04.2019)
  - Team INEOS (05.2019-12.2019)
- Bahrain[2] (2020-2024)
  - Team Bahrain McLaren (2020)
  - Team Bahrain Victorious (2021-2024)
- XDS Astana Team (2025-)